# قبيلة البقارة (البكارة)
البقارة أو البكّارة قبيلة عربية من قبائل الفرات واسعة الانتشار بين العراق وسوريا والأردن وتركيا، وسميت القبيلة بهذا الاسم نسبة إلى جدهم الأكبر محمد الباقر أحد أحفاد علي بن أبي طالب. وتعتبر قبيلة البقارة أكبر القبائل السورية، وعرف عن رجالها وطنيتهم وبأسهم الشديد، فقد قارعوا الاستعمار الفرنسي في مآثر خالدة، واشتهروا بالشهامة والكرم وقد كتب عنهم الكثيرون من القدماء والمحدثين ومنهم النجدي الذي قال في كتابه الدرر المفاخر:
| قبيلة البقارة (البكارة) | البقارة، ذوو الهبات السارة، والكتائب المارة، الذين هم مآل النجا، وساق الرجا، ورواق الخائف، وقوام المتجانف، سيوفهم أطول من ظلال الرمح، وأكفهم أبيض من نوالها وجه الصبح، ولو لم يكن لهم إلا إكرام ضيفهم الطارق، لكفاهم هذا المجد الخارق. | قبيلة البقارة (البكارة) |

يتواجد معظم أفراد القبيلة في سوريا والعراق ولهم تواجد بسيط في الأردن وتركيا وينتشرون في سوريا من دير الزور إلى حلب على الضفة اليسرى من نهر الفرات إلّا أن تركزهم الأكبر في مدينة دير الزور حيث كان لبعض عوائل القبيلة دور كبير في الزعامة السياسية للمدينة مثل عائلة عايش وعياش وعبود، كما تعتبر قرية المحيميدة مقراً لمشيخة القبيلة حيث يقطنها الشيخ نواف راغب البشير شيخ مشايخ قبيلة البقارة، ويقدر عدد أفراد القبيلة في سوريا بنحو 1.2 مليون شخص، كما ينتشرون في العراق في الموصل والفلوجة ونينوى وصلاح الدين وعددهم في العراق أكبر من عددهم في سوريا ويسكن معظم أفرادها في القرى بينما ينتشر بعضهم في المدن والبادية.

## نسب القبيلة
هم من ذرية محمد السائح (729 - 814 هـ) بن عبد الله (689 - 755 هـ) بن الحسين (649 - 699 هـ) بن جعفر (615 - 658 هـ) بن عبد الله (577 - 642 هـ) بن أحمد البركدي (529 - 592 هـ) بن محمد شهاب الدين (483 - 624 هـ) بن عابد (453 - 518 هـ) بن محمد الهادي (415 - 486 هـ) بن عبد الله (394 - 459 هـ) بن محمد البركدي (354 - 419 هـ) بن أحمد (317 - 380 هـ) بن محمد الأصغر (275 - 340 هـ) بن محمد الثاني الأكبر العسكري الملقب بسبع الدجيل (244 - 307 هـ) بن الإمام علي الهادي (214 - 254 هـ) بن الإمام محمد الجواد (195 - 220 هـ) بن الإمام علي الرضا (153 - 203 هـ) بن الإمام موسى الكاظم (128 - 183 هـ) بن الإمام جعفر الصادق (80 - 148 هـ) بن الإمام محمد الباقر (59 - 114 هـ) بن الإمام علي زين العابدين (38 - 94 هـ) بن الإمام الحسين (4 - 61 هـ) بن الإمام علي بن أبي طالب بن عبد المطلب بن هاشم القرشي.

## عشائر القبيلة

كتاب قبيلة البكّارة الكبرى، أنور عبد الحميد الشمري، 15/7/1995.
[https://archive.org/details/GreatBaqqaraTribe/mode/2up?view=theater طالع الكتاب.

تتكون قبيلة البقارة من عدة عشائر يرجع نسبها إلى جدهم الأكبر محمد السائح وهي:
- عابد وعبيد وهم اثتنا عشر عشيرة.[7]
- عشيرة البومعيش - شيوخهم: الشيخ نوري خالد الطلاع، وأخوه الأكبر سناً الشيخ گعود خالد الطلاع.
- عشيرة الجاسم العبيد والحمد العبيد شيخها محمد إبراهيم الرمضان ومن وجهائها ومخاتيرها محمد البشار، ومحمد عبد الله الجيلات وعويد السليم.
- عشيرة البومصعة - حوايج البومصعة - وشيخها أسعد خلف سلمان المصعاوي.
- عشيرة الكليزات - قرية خويبيرة أم مدفع - وجيههم سعيّد الحمدان الكليزي. وفي القامشلي وجيههم صالح الرشيد سمير والياس طلب.
- الغراجنة - قرية أم عشبة - وجيههم محمد عزيز البطران وخليل السلمان.
- البوحمدان - قريته بديع الذرو - وجهاؤها فرحان صايل الگناص وصالح الوگاع.
- عشيرة بگارة الجبل - شيخهم عبد الكريم العيسى.
- البو رحمة - قرية الطابية - شيخهم عارف الحميدي ومن وجهائها سلمان السهو وعلي الويس.
- عشيرة البوشيخ - مشيرفة - وجيههم حسين العلي الصالح الجظعان وحسن الشلاش.
- عشيرة البو بدران: وجهاؤهم مشوّح العبود ومحمود الصغير ورمضان الخلف.
- عشيرة البو حسن - الضبيب - وجيهها فيصل الفندي.
- عشيرة الرفيع - قرية الكبش - وجيهها دحام حسين الكبش وأحمد الرزعيان الكبش.
- عشيرة البو علّاو - علوك غربي وعلوك شرقي - وجيهها عيدان الأحمد.
- عشيرة الحمد الحسين - قريتهم جزرة البو حمد - وجيههم ياسين الصيفان ومحمد الجاسم.
- عشيرة المريخات - قريتهم مشيرفة الرمو - وجيهها فواز محمد الرمو.
- عشيرة البوصالح - قريتهم بالكسرة - شيخها بدر العبد الله - قرية جروان يرأسهم الشيخ خضر صالح الخلف.
- عشيرة العبد الجريم - قريتهم جديدة البگارة - وجيههم فياض الرياش وسلامة الرياش.
- الهلامية - الصغير الهلامي - شيخهم بدر الصالح الشلال وحسين الشاهر.
- المشهور فخذ رئيسي من ظنا سلطان - قريتهم الصعوة - وجيههم أحمد دبوس العگلة وعبود الشلاف.
- عشيرة البو مسلّم قريتهم الأبيض وجيههم هلال محمد الخضر وآل الشيخ عطية وملا حامد.
- عشيرة العبد الجادر - قريتهم سفيرة فوقاني - وشيخهم أحمد الدعبول، ووجيههم علّا ولا سلطان.
- الخنجر - قريتهم مراط - وشيخهم تركي حسين الغنام.
- عشيرة الراشد - وشيخهم حميدي الهنداوي.
- عشيرة البو شمس - محافظة الرقة - وجهاؤها خليل عبد الله الحيوي، حمود الشلال.
- عشيرة البوسلطان - منطقة منبج - وشيخهم إبراهيم البعطري السلطاني.
- بكارة حلب وريفها - الشيخ سطّوف الحمود المرعي في حلب، والشيخ حمادين حمادين في ريف حلب.

## شيوخ القبيلة

### في سورية

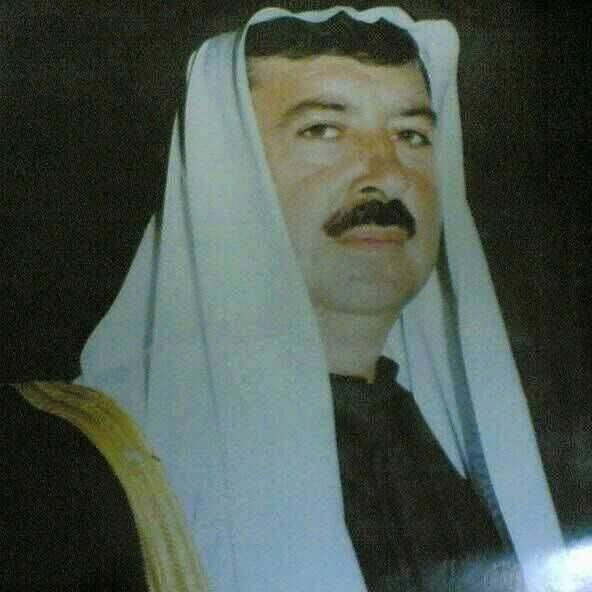
شيخ قبيلة البقارة في سوريا
نواف راغب البشير.

شيخ القبيلة في سوريا وشيخ مشايخ قبيلة البقارة هو الشيخ نواف بن راغب بن حمود بن بشير بن ذياب بن محمد جابر بن محمد بن عرب بن محمد بن عابد بن عبد الرحيم بن حمد بن عابد بن السيد محمد السائح جد قبيلة البقارة المتصل نسبا بالامام محمد الباقر بن الإمام زين العابدين علي بن الإمام الحسين السبط بن الإمام علي بن أبي طالب.
ولد الشيخ نواف راغب البشير في قرية المحيميدة في محافظة دير الزور عام 1954، ودرس في دير الزور ودمشق وهو الابن الثامن من بين إخوانه العشرة، بعد وفاة والده عام 1990 نودي به شيخاً لقبيلة البقارة وكان عمره 26 عاماً، وقد انتخب عضواً بمجلس الشعب السوري ما بين عامي 1988 و 1992، ومثّل سوريا ضمن وفود برلمانية عدة مرات وفي أكثر من مؤتمر بأقطار عربية وأجنبية.
والشيخ نواف البشير كان في بداية الثورة السورية من المعارضين السوريين البارزين في المناطق الشرقية، وبرز اسمه كمعارض عام 2005، عندما وقعت أحزاب المعارضة السورية وثيقة إعلان دمشق التي طالبت بإحداث تغيير ديمقراطي وجذري في سورية، وكان البشير أحد أعضاء إعلان دمشق، والذي أنشئ مجلسه الوطني عام 2007 خلال اجتماع حضره 162 شخصاً والذي تبعه حملة اعتقالات طالت معظم أعضاء المجلس.
وكان البشير ومنذ اندلاع الانتفاضة الشعبية في سورية قد شن هجوما لاذعاً على النظام السوري في نيسان عام 2011 وسخر من اتهام السلطات لعصابات مسلحة بإطلاق النار على المتظاهرين وقوى الأمن.
إلا أن البشير تراجع عن موقفه، وأعلن عن عودته إلى دمشق ووضع نفسه تحت تصرف القيادة السورية والرئيس بشار الأسد حيث اعتبر أنّ المعارضة السورية فشلت من خلال الجيش السوري الحر في أن تخلق بديلاً لمؤسسات النظام في المناطق التي سيطرت عليها خلال الأعوام الست الماضية، مضيفاً أنّ وجود داعش وجبهة النصرة دفعه إلى ترك المعارضة في الخارج والعودة إلى الداخل السوري حيث يسيطر النظام.

### في العراق

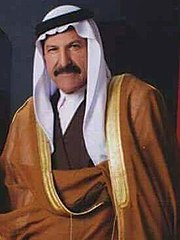
شيخ قبيلة البقارة في العراق
جمعة أحمد الدوار.

شيخ قبيلة البقارة في العراق هو الشيخ جمعة بن السيد احمد بن السيد دوار بن السيد عابد بن السيد حاج بن السيد عمر بن السيد علي بن السيد عرب بن السيد محمد بن السيد عابد بن السيد عبد الرحيم بن السيد حمد بن السيد عابد بن السيد محمد السائح جد قبيلة البقارة المتصل نسبا بالإمام محمد الباقر بن الإمام زين العابدين علي بن الامام الحسين السبط بن الإمام علي بن ابي طالب.
ولد الشيخ جمعة الدوار في قرية العايد في مدينة الموصل في محافظة نينوى العراقية عام 1953، وبعد وفاة والده عام 1983 تقلد مشيخة عموم عشائر قبيلة البقارة في العراق، وللشيخ جمعة الدوار نشاطات عشائرية في الحكومة الوطنية العراقية قبل الاحتلال حيث شغل المناصب التالية:
1. رئيس المجلس الاستشاري العشائري.
2. رئيس هيئة انساب السادة الأشراف في نقابة السادة آل البيت المركزية في بغداد.
3. عضو المجلس العشائري للتحكيم وحل المنازعات العشائرية.
4. عضو اتحاد المؤرخين العرب في بغداد.
5. عضو المجمع العالمي لأنساب آل البيت في دمشق.

شارك الشيخ جمعة الدوار في مقاومة الاحتلال الأمريكي للعراق، فقام بتعبئة أولاده وأبناء قبيلته وتشكيل مجاميع قتالية مقاومة باسم «كتائب الفتح المبين الجهادية» في بداية الاحتلال عام 2003، وقد أوقعت بقوات الاحتلال خسائر جسيمة، كما كان له دور فعال في معركة الموصل في 11/11/2004 وفيها سقط ولده جريحاً، وقد تعرض الشيخ جمعة وأولاده إلى الاعتقالات والتعذيب والمطاردات العديدة من قبل قوات الاحتلال الأمريكي وجرت مداهمات على قريته ومنزله في الموصل مرات عديدة وفجروا منزله وألحقوا أضرارا كبيرة في بيوته وأمواله ومعداته.
شارك الشيخ جمعة الدوار مع مجموعة من شيوخ الموصل بدفن وعزاء الرئيس صدام حسين بعد إعدامه، وفي عام 2007 قررت سلطات الاحتلال الأمريكي مطاردته ومنح مكافآت لاعتقاله مما حدى بالشيخ جمعة للخروج من العراق واللجوء إلى عدد من البلدان العربية مثل سوريا والأردن ومصر والسعودية ولبنان، وقد شارك الشيخ جمعة الدوار في برنامج الاتجاه المعاكس على قناة الجزيرة الفضائية مدافعاً عن شرعية المقاومة العراقية لوجود الاحتلال الأمريكي وكان نظيره الكاتب الصحفي الأميركي ماريو ليولا من صحيفة ويكلي ستاندرد،  كما شارك ببرامج على قنوات فضائية أخرى مثل قناة البابلية والرافدين والرأي والشرقية والبي بي سي.

## تاريخ القبيلة
يقول أحمد وصفي زكريا في كتابة عشائر الشام «يقول المقدم مولر أنهم شجعان شرسون وقد بذلت جهود جمة لوقف غاراتهم التي كانوا يشنونها على أعدائهم القدماء كالفدعان ويزيدي سنجار، وما من مرة كانت توافيهم سرايا الهجانة الفرنسية إلا ويقابلونها بالرصاص، حتى احتاج الأمر عام 1926 إلى استعمال الطائرات توصيلا لجباية الغرامة التي فرضت على خمس فرق منهم كانوا قتلوا أحد مندوبي لجنة التحقيق عن النساء الارمنيات اللواتي بقين عند البدو خلال تهجير الأرمن في سنين الحرب العالمية الأولى»، ويقول أيضاً «ومما يسجل لهم بالمحمدة نصرتهم أهالي دير الزور في دفع العدوان الفرنسي في شهر أيار 1945 وقد أبلوا فيه أكثر من العقيدات».

## نشاط القبيلة
يسكن معظم فروع القبيلة في القرى ويعمل معظمهم في الزراعة والرعي، كما يقيم عدد كبير من عوائل القبيلة في المدن مثل دير الزور والرقة والحسكة وحلب ويعملون بمهن تجارية وصناعية مختلفة، وللبقارة شهرة ونفوذ واسع في منطقتي الجزيرة الفراتية وحلب.
ومن أشهر ما أضافته قبيلة البقارة إلى تراث منطقة الفرات أكلة البجارية وهي واحدة من أعرق المأكولات في المنطقة، قبل انتشار المأكولات الحديثة، حيث أصبحت من المأكولات التي تفتخر بتقديمها حتى القبائل الأخرى، وهي عبارة عن خروف مقطع مطبوخ بالسمن فقط ويوضع بعد طهيه على عدد من أرغفة الخبز.

## أعلام القبيلة

### الحاج فاضل العبود

الحاج فاضل عبود الحسن
رئيس حكومة دير الزور عام 1918.

فاضل عبود الحسن ويلقبه أبناء مدينة دير الزور «حج فاضل العبود» وجيه وزعيم سوري ترأس حكومة في شرق سوريا (عرفت بحكومة الحاج فاضل) ومركزها محافظة دير الزور بعد خروج العثمانيين من المنطقة عام 1918.
ولد فاضل عبود الحسن في مدينة دير الزور عام 1872، لآل الحسن، من فخذ البو عبيد من عشيرة العبد الكريم من قبيلة البقارة، وقد برزت سمات القيادة لديه بشكل واضح منذ نعومة أظفاره وعلى مختلف الصعد، فقد كان ناجحاً في القيادة بعد تسلمه لها على الرغم من أنه لم يتلق تعليماً آنذاك، كما كان له مكانة اجتماعية مرموقة في مدينة دير الزور أهّلته لتولي زعامتها وقد ورث هذه المكانة من والده عبود الحسن.

#### تشكيل الحكومة الأولى
دبت الفوضى في مدينة دير الزور بعد خروج العثمانيين في 6 تشرين الثاني عام 1918 نتيجة غياب السلطة الحكومية، وتعاظم خوف الأهالي في دير الزور من المحيط العشائري الذي يحيط بمدينتهم، فالعشائر اعتادت الغزو والنهب والسلب سواء من بعضهم بعضاً، أو بدخول المدن ونهب البيوت، فكان من الضرورة وجود سلطة قوية تحمي المدينة وأهلها، وهو ما دفع الحج فاضل العبود الذي كان يشغل منصب رئيس البلدية إلى تشكيل حكومته بالمدينة وأوصى إلى شيوخ العشائر في القرى والنواحي المجاورة من أجل المبايعة والوقوف معه، فبايعته جميع العشائر، وكان من أولويات هذه الحكومة ضبط أمور الأمن وتسير شؤون المدينة وعرفت هذه الحكومة لاحقاً باسم «حكومة الحاج فاضل». واستمرت الحكومة حتى وصول الشريف ناصر ابن عم الأمير فيصل بن الحسين في الأول من كانون الأول من عام 1918 ثم وصول مرعي باشا الملاح في السابع من شهر كانون الأول 1918، حيث انتهت مهمتها وأصبحت دير الزور تابعة للحكومة المركزية في دمشق.

#### تشكيل الحكومة الثانية
بعد أحداث معركة ميسلون في 24 تموز عام 1920 واحتلال القوات الفرنسية لدمشق شهدت مدينة دير الزور حالة من الفوضى وانعدام الأمن مما دفع الحاج فاضل العبود لتشكيل حكومته الثانية التي أدت خدمات كبيرة في حماية المدينة والحفاظ على سلامة أهلها بالرغم من إمكاناتها المحدودة، واستمرت هذه الحكومة بعملها حتى 23 تشرين الثاني عام 1920 حيث حلت بقرار من سلطات الإحتلال الفرنسي.
مثّل الحاج فاضل العبود منطقة الفرات في المؤتمر السوري العام المنعقد في أواخر حزيران عام 1919، والذي أعلن في 8 آذار عام 1920 استقلال سورية وقيام المملكة السورية العربية ونصب فيصل ابن الشريف حسين ملكاً عليها، حيث كان الحاج فاضل من أشد المؤيدين لتنصيبه، كما دعي الحاج فاضل العبود لحضور حفل تنصيب فيصل ملكاً على العراق في 23 اب من عام 1921.

### عياش الحاج

المجاهد عياش الحاج حسين الجاسم.

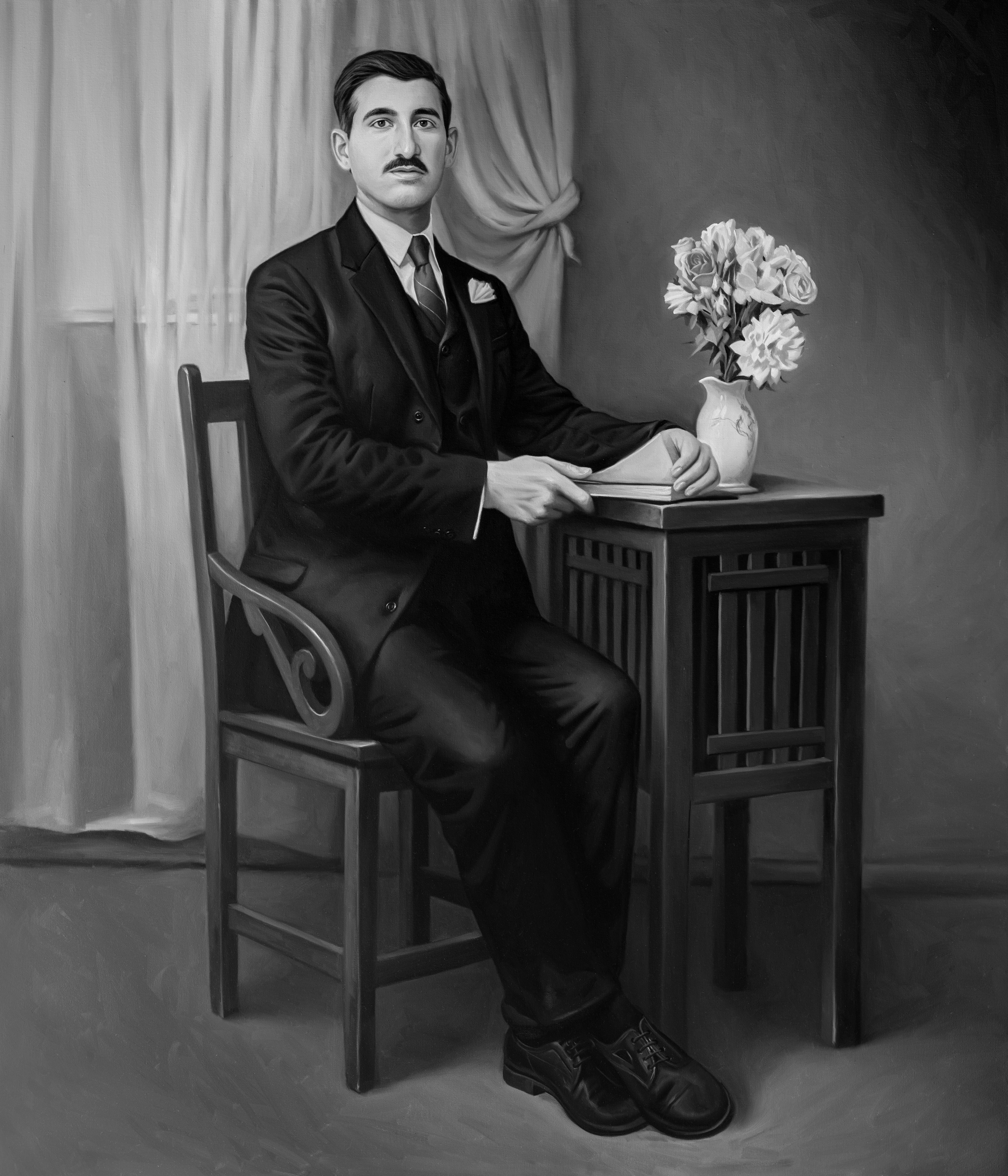
الوجيه محمد بك العياش، دير الزور.

زعيم ومجاهد سوري من مدينة دير الزور، بدأ النضال المسلح ضد المستعمر الفرنسي في مدينة دير الزور تزامناً مع انطلاق الثورة السورية الكبرى في جبل العرب وغوطة دمشق،  ونفي إلى مدينة جبلة مع عائلته عام 1925 وتوفي مسموماً من قبل الاستعمار الفرنسي عام 1926.
ولد عيّاش الحاج حسين الجاسم في مدينة دير الزور عام 1864، من فخذ البو عبيد من عشيرة العبد الكريم من قبيلة البقارة،  وقد نشأ في كنف أسرة يُشار إليها بالبنان عند التحدث عن نضالات أهل الفرات ومواقفهم الوطنية عبر مسيرة التاريخ الحديث، لذلك تفتّح عيّاش على هذه الحياة محباً لمدينته ولوطنه، وعاشقاً لمأثوراتها المادية واللامادية، ولهذا كرّس معظم حياته في خدمة مدينته وحمايتها.
عند خروج العثمانيين من محافظة دير الزور ساهم عيّاش الحاج في حماية أهالي دير الزور من الفوضى والفراغ الأمني الذي خلفه غياب السلطة العثمانية فشكل حكومة الفلت مع وجهاء دير الزور وترأسها ابن عمه من عشيرة البو عبيد الحاج فاضل العبود عام 1918. كما ساهم عيّاش الحاج لوجاهته ومكانته الاجتماعية في حل العديد من النزاعات والثارات بين أهالي دير الزور وبينهم وبين أهالي الريف نظراً لعلاقاته الوطيدة مع عشائر البقارة أبناء عمومته وأصدقائه المقربين من عشيرة البو سرايا والذين اشتركوا مع أبنائه لاحقاً في تشكيل مجموعات ثورية مسلحة ضد القوات الفرنسية.
حكم عليه الفرنسيون بالنفي إلى مدينة جبلة مع أفراد عائلته عام 1925، كما حكموا على ابنه الأكبر محمد بالسجن عشرين عاماً وأعدموا ابنه محمود رمياً بالرصاص،  بعد إدانتهم بتخطيط وتنفيذ عدة عمليات عسكرية ضد القوات الفرنسية في سورية والتي كان أخرها ملحمة عين البو جمعة عام 1925،  وعند تنفيذ حكم النفي خرج أهالي دير الزور قاطبةً لوداع الزعيم عيّاش الحاج وكتب شاعر الفرات محمد الفراتي في نفي عيّاش الحاج وعائلته يومها:
عند صدور قرار النفي أنشد عيّاش الحاج الابيات التالية:
غادر العيّاش مع افراد عائلته إلى منفاهم في مدينة جبلة، حيث احتضنه أهالي المدينة وكانوا موضع احترام تقديراً لرجولتهم ونضالهم ومزاياهم الفاضلة.
بعد فترة قصيرة من إقامة عائلة عياش الحاج في جبلة استغلت السلطات الفرنسية تردد عياش الحاج على مقهى خارج المدينة ودبرت من دس له السم في قهوته، ومانعت السلطات الفرنسية نقل جثمانه إلى ديرالزور لأسباب تتعلق بالأمن العام، ودفن في جبلة في مقبرة جامع السلطان إبراهيم الأدهم، ليتنفس الفرنسيون الصعداء بعد وفاته لأن الحوادث التي كانت تقع في منطقة الفرات، كانت تجري برأيه وأمره وهو في منفاه، وأقيمت صلاة الغائب على روح هذا المجاهد الشهيد في كافة البقاع السورية.
وقد رثاه العديد من شعراء دير الزور ومنهم الشاعر محمد الفراتي الذي كان في العراق حينها وقال فيه:

### محمد العايش

الوزير محمد بك العايش.

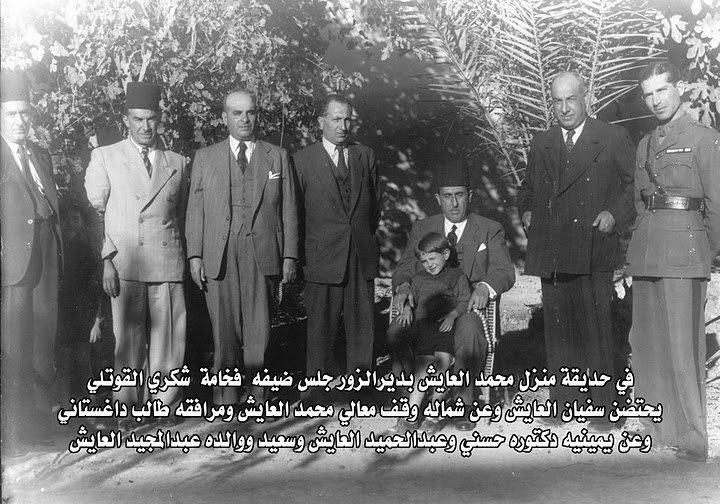
الوزير محمد بك العايش يستقبل الرئيس شكري القوتلي في منزله بدير الزور.

سياسي ونائب ووزير سوري خلال عهد الجمهورية السورية الأولى، يعتبر أول وزير من مدينة دير الزور في الحكومة السورية المشكلة عام 1941، وبعد توزيره تكرّس التقليد بتخصيص مقعد وزاري لأحد أبناء الطبقة البرجوازية في دير الزور في الحكومات السورية المتعاقبة.
ولد محمد بك العايش في دير الزور عام 1880 لآل العايش، من فخذ البو عبيد من عشيرة العبد الكريم من قبيلة البقارة،  وقد ورث الزعامة عن والده عايش الحاج المشهور بكرمه وسخائه، حيث تروى عنه الأحاديث والقصص الشيقة في هذا المجال، أما عمه عياش الحاج فقد كان علماً من أعلام السيادة والزعامة في دير الزور وقد مات مسموماً من قبل الاستعمار الفرنسي في مدينة جبلة على الساحل السوري عام 1926 بعدما نفى الاستعمار الفرنسي جميع أفراد أسرة عياش الحاج إليها. وفي عام 1926 توفي عمه مسموماً من قبل الاستعمار الفرنسي فتولى الحاج محمد بك العايش مكانه بصفته أكبر أفراد الأسرة سناً، وبعد وفاة ابن عمه الحاج فاضل العبود زعيم دير الزور الأكبر عام 1936 أجمعت كلمة العشيرة على اختيار الحاج محمد العايش ليحل محله.
سمي رجل الوزارات لتقلده عدة مناصب وزارية خلال حياته السياسية الطويلة، فقد عين وزيراً للاقتصاد في حكومة حسن الحكيم عام 1941 حتى 1942، وفي حكومة حسني البرازي عام 1942 وفي حكومة جميل الألشي عام 1943 في عهد الرئيس تاج الدين الحسني واستمرت الحكومة شهرين بعد وفاة الشيخ تاج الدين، وعين وزير دولة «نائب رئيس المجلس النيابي» في حكومة جميل مردم بك عام 1946 حتى عام 1948 في عهد الرئيس شكري القوتلي، كما عين وزيراً للزراعة في حكومة خالد بك العظم عام 1948 حتى عام 1949 في عهد الرئيس شكري القوتلي أيضاً.
عرض عليه الدخول في عدة وزارات تشكلت عقب الانقلابات العسكرية التي شهدتها سورية لكنه رفض تلك المناصب لعدم شرعية تلك الانقلابات في رأيه، ولأنها تتعارض مع العملية الديمقراطية والحياة النيابية السائدة قبل حدوث تلك الانقلابات، ثم تولى منصب نائب رئيس الوزراء ووزيراً للدولة في وزارة دولة صبري بك العسلي القومية عام 1956، وكان يدير جلسات مجلس الوزراء بالنيابة أثناء تغيب الرئيس، وتم في عهد هذه الوزارة افتتاح مصرف سوريا المركزي.
كان الوزير محمد بك العايش زعيماً حقيقياً لا يشق لزعامته غبار، ولم تشغله السياسة والإقامة في دمشق عن مدينته دير الزور التي استمر يعقد فيها الاجتماعات الدورية، الخاصة بالهم العام وشؤون المواطنين، وتوفي في شهر كانون الثاني من عام 1968 في دمشق عن عمر قارب الثمانين عاماً، ونقل في طائرة خاصة إلى مسقط رأسه في دير الزور ودفن فيه، ليبقى محمد العايش الذي وصفه أسعد الكوراني في مذكراته أنه من خيار الناس، زعامة محلية ووطنية، لا يمكن أن تنسى في التاريخ السوري.

### عبد السلام العجيلي

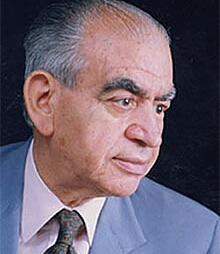
الوزير عبد السلام العجيلي.

طبيب ونائب ووزير وأديب سوري، تعتبر كتاباته في المجال الأدبي من ضمن أغنى وأهم الروايات الأدبية العربية في تاريخ الأدب العربي.
ولد عبد السلام العجيلي عام 1918 في محافظة الرقة، لآل العجيلي، من عشيرة البو بدران من قبيلة البقارة، وتربى على يد جدّه الصارم تربية إسبارطية كما ذكر هو،  وقد تلقى تعليمه الابتدائي في الرقة وحمل الشهادة الابتدائية عام 1939، بعدها مضى إلى دراسة الإعدادية في مدينة حلب لكن المرض أعاده إلى الرقة ليقضي أربع سنوات في قراءة كتب التاريخ والدين والقصص الشعبي ودواوين التراث العربي، ثم أتم دراسته الثانوية في ثانوية المأمون بحلب قبل أن يلتحق بكلية الطب في جامعة دمشق، ويعود إلى الرقة طبيبًا ويشرّع باب عيادته فيها منذ ذلك الحين حتى نيّف على الثمانين، انتخب نائباً عن مدينة الرقة عام 1947، وكان من الشباب السوريين الذين انخرطوا وحاربوا في صفوف جيش الإنقاذ عام 1948.
تولى العجيلي عدداً من المناصب الوزارية في وزارة الثقافة والوزارة الخارجية والإعلام عام 1962، ويعد أحد أهم أعلام القصة والرواية في سوريا والعالم العربي، وقد أصدر أول مجموعاته القصصية عام 1948 بعنوان بنت الساحرة، وكان له أقاصيص أخرى مثل ساعة الملازم وقناديل إشبييلية.
ظلت الكتابة واحدة من أسرار العجيلي حتى حصل على الشهادة الثانوية، فقد نشر عام 1936 قصته الأولى «نومان» بتوقيع ع.ع. في مجلة الرسالة المصرية المرموقة، كما نشر بأسماء مستعارة قصصًا وقصائد وتعليقات في مجلة «المكشوف» اللبنانية وفي سواها من الدوريات الدمشقية إلى أن فضح السرّ سعيد الجزائري وهو من أدباء دمشق، وقد عاش في مدينة دمشق عندما كان طالباً في كلية الطب ثم أصبح نائباً في مجلس الشعب، وفي عام 1943 فازت قصته «حفنة من دماء» بجائزة لمسابقة القصة.
وتعرف العجيلي في مصر عام 1948 على الشاعر أحمد رامي، وأنجز في هذا العام مجموعته القصصية الأولى «بنت الساحرة» كما ألف مع عدد من الكتاب السوريين الظرفاء «عصبة الساخرين» وهو الذي اقترح عليهم اسمها، ويعتبر العجيلي الأدب متعة وهواية ويكاد لا يبقى لهذه الهواية سوى وقت يسير يتبقى بعد موجباته في مهنة الطب، وكذلك بعد موجبات الأسرة وإدارة إرث أبيه الذي توفي سنة 1963، حيث يقول:
| قبيلة البقارة (البكارة) | إنني لا أنظر إلى الكتابة الأدبية كعمل بل كنوع من أنواع السلوك. | قبيلة البقارة (البكارة) |

 وبكلامه هذا لم يكن العجيلي ينتقص من الاحتراف فقد كتب بعد ذلك القصة والرواية والشعر والمقالة، وقد بلغ عدد أعماله أربعة وأربعين كتاباً حتى 2005.

### عبد القادر العياش

الأستاذ عبد القادر العياش.

باحث ومؤرخ وأديب وصحفي ومحامي وقاضي سوري، نشر أكثر من 117 بحثاً وكتيباً عن وادي الفرات عامةً ودير الزور خاصةً، وتعتبر مؤلفاته مصدراً علمياً ومرجعاً أساسياً لكل باحث أو دارس، فلا يمكن أن تقرأ كتاباً يتناول موضوعاً عن وادي الفرات واهله إلا وتجده مستشهداً بجزء أو فقرة من كتاباته.
ولد عبد القادر عيّاش في مدينة دير الزور عام 1911 لآل العيّاش، من فخذ البو عبيد من عشيرة العبد الكريم من قبيلة البقارة، عمل قاضياً عقارياً في حلب عام 1936، ثم انتقل إلى معرة النعمان، ثم إلى دير الزور، ثم إلى دمشق قاضياً مفسراً، وفي عام 1941 عين مديراً لمنطقة الباب في حلب قضى فيها سنتين ثم انتقل إلى سلمية، استقال من الوظيفة عام 1943، وعاد إلى ممارسة المحاماة في دير الزور وإلى جانب المحاماة عين محامياً لقضايا الدولة عدة سنوات، كما عين عضواً في المجلس البلدي في دير الزور عام 1944.
أسس نادي البيت الثقافي في دير الزور عام 1944 حيث كان يلقي فيه محاضراته الأدبية والتاريخية ووجه دعوة لمعظم مثقفي الفرات آنذاك، وكان بين المدعوين الشاعر محمد الفراتي الذي ألقى قصيدة في المناسبة مطلعها:
وقد أغلق هذا النادي في زمن حسني الزعيم عام 1948، علماً أنه كان ملكاً للسيد عبد القادر العيّاش ويصرف عليه من ماله الخاص وهو في الأصل (خان ورثه عن والده وأجرى فيه إصلاحات).
وفي عام 1945 أصدر مجلة صوت الفرات على نفقته الخاصة وهي أول مجلة ثقافية شهرية تصدر بدير الزور وقد اقتصرت مقالاتها على التعريف بحضارة وادي الفرات وتاريخ مدنه ووصف اقتصاده وتدوين تراثه الشعبي وإبرازه، كما أسس جمعية العاديات في دير الزور وترأسها عام 1958، وترأس المجلس الأعلى لرعاية الفنون والآداب والعلوم الاجتماعية في الجمهورية العربية المتحدة عام 1961 وبقي فيه يناضل من أجل تدوين حضارة وادي الفرات حيث يقول فيه: «في الوقت الذي توجد المؤلفات والمصنفات العديدة عن وادي النيل ومدنه وخططه لا يوجد أي كتاب عن وادي الفرات وطلبت الاهتمام بإخراج كتيب عن الفرات للتعريف بحضارته»، وكان عضواً في اتحاد الكتاب العرب، والجمعية الجغرافية وجمعية الأبحاث العلمية في جامعة دمشق،  كما أسس أول متحف في مدينة دير الزور عام 1957 وعرف بمتحف التقاليد الشعبية، ولا يزال متحف دير الزور الحالي يضم العديد من المقتنيات الأثرية للأستاذ العيّاش والتي اشتراها من ماله الخاص وأهداها للمتحف.
وقد قامت وزارة الثقافة السورية بطبع معجم المؤلفين السوريين الذي ألفه الأستاذ عبد القادر العيّاش عام 1982، كما أصدرت مديرية التراث الشعبي بالوزارة 3 مختارات من أعماله.

يتحدث عبد القادر عيّاش عن حياته فيقول: 
| قبيلة البقارة (البكارة) | منذ نيف وأربعين سنة جعلتني النوائب هدفاً لها وما زالت تستهدفني دون أن تهادنني مات أبي في منفاه سنة 1926 وأنا صغير ورمى الفرنسيون أخي برصاصهم ونفيت مع أسرتي أربع سنوات، وفجعت بأخوتي الكبار الخمسة واحداً بعد واحد وبشقيقتي الكبرى وسجنت في قضايا وطنية وفكرية واضطهدت وغمطت ورزئت بموت زوجتي أماً لسبعة أولاد. | قبيلة البقارة (البكارة) |

توفي في دير الزور عام 1974 بعد أن أغنى المكتبة العربية بأكثر من 117 كتاباً ومؤلفاً في مجال التاريخ والفولكلور والأدب.

## وصلات خارجية
| - لقاء مع الشيخ نواف راغب البشير، شيخ عشائر البقارة في سورية، قناة الاورينت. - لقاء مع الشيخ جمعة الدوار، الاتجاه المعاكس، قناة الجزيرة. | - منتدى قبيلة البقارة. - جمعية الأشراف في لبنان. |